# Kazimierz Materski
Kazimierz Materski, född 23 september 1906 i Warszawa, död i 3 februari 1971 i Warszawa, var en polsk ishockeyspelare. Han var med i det polska ishockeylandslaget som kom på fjärde plats 1932 i Lake Placid. 